# Jōichi Tomonaga
Jōichi Tomonaga (jap. 友永 丈市 Tomonaga Jōichi; ur. 9 stycznia 1911, zm. 4 czerwca 1942) – japoński oficer, pilot samolotów torpedowo-bombowych japońskiej marynarki wojennej, dowódca grupy lotniczej lotniskowca „Hiryū”.
Weteran wojny powietrznej nad Chinami, 4 czerwca 1942 roku prowadził atak japońskiej grupy uderzeniowej na atol Midway, po czym poległ w samolocie Nakajima B5N prowadząc drugi kontratak „Hiryū” na amerykański lotniskowiec USS „Yorktown” (CV-5).